# 恩德培小光壳炱
恩德培小光壳炱（学名：Asteridiella entebbeensis）是属于小煤炱目小煤炱科小光壳炱属的一种真菌，寄生在大戟科植物上。该种分布于中国、马来西亚、扎伊尔、乌干达、加纳、印度、塞拉利昂等地。